# Pneumocystis jirovecii
Espèce
Pneumocystis jirovecii (ou jiroveci) est une espèce de champignons opportunistes. Cet organisme parasite qui était jadis classé comme protozoaire, est encore souvent appelé Pneumocystis carinii. Champignon pathogène, il provoque une maladie, la pneumocystose, qui touche les personnes au système immunitaire affaibli, tels les enfants, les personnes âgées, et en particulier les personnes atteintes du SIDA. Cependant, depuis l'introduction des trithérapies, le nombre de cas de pneumocystoses a diminué chez les sujets séropositifs pour le VIH, tandis que les sujets atteints d'hémopathies, les greffés de moelle, les transplantés sont de plus en plus concernés par cette infection du fait de l'intensification des traitements immunosuppresseurs.
L'homme est a priori le seul hôte réservoir et la voie aérienne est probablement la principale voie de contamination.
Le réservoir s'étend également aux patients « porteurs » c'est-à-dire colonisés par le champignon, mais non malades, n'évoluant que rarement vers une pneumocystose mais pouvant être une source de contamination importante.

## Nomenclature
Pneumocystis a été décrit pour la première fois en 1909 par Carlos Chagas qui observe des formes kystiques dans les prélèvements pulmonaires d'un cochon d'Inde chez qui on a inoculé des trypanosomes. Il attribue donc cette forme kystique au trypanosome. Quelques années plus tard, le docteur Carini fait la distinction entre le trypanosome et cette nouvelle espèce qu'il nomme P. carinii. Le nom P. jirovecii, pour distinguer l'organisme retrouvé chez l'homme des autres variantes de Pneumocystis, a été pour la première fois proposé en 1976 en hommage à Otto Jirovec, qui fut le premier à décrire la pneumocystose humaine en 1952. Après que des analyses d'ADN montrèrent des différences significatives dans la variante humaine, le nom fut proposé une nouvelle fois en 1999 et est devenu d'usage courant ; on continue d'appeler P. carinii l'espèce trouvée chez les rats, et P. murina l'espèce murine. Le Code international de nomenclature pour les algues, les champignons et les plantes requerrait que ce nom soit écrit jirovecii plutôt que jiroveci ; les deux orthographes sont actuellement utilisées.

## Diagnostic
Le diagnostic se fait par l'identification du germe dans certains prélèvements.
Il existe un test par PCR mais sa positivité ne signifie pas forcément que le Pneumocystis soit responsable de l'infection, car il est souvent présent, de manière asymptomatique, plus souvent si le patient est sous corticoïdes.
La recherche de 1,3-β-d-glucan, composant du Pneumocystis, dans le sang, est un examen très sensible et assez spécifique. 

## Traitement
Le Pneumocystis est résistant aux antifongiques habituels. Le traitement de référence reste le cotrimoxazole. Un traitement par corticoïdes est généralement associé chez les patients HIV.